# Медзозол
Медзозо́л (бел. Медзазо́л) — озеро в Докшицком районе Витебской области Белоруссии. Относится к бассейну реки Березина.

## География
Озеро Медзозол находится в 18 км к северо-востоку от города Докшицы, около деревни Бирули. Относится к бассейну реки Березина, которая протекает через озеро. Высота водного зеркала над уровнем моря составляет 165,8 м.
Площадь поверхности озера составляет 3,02 км², длина — 2,96 км, наибольшая ширина — 1,4 км. Длина береговой линии — 9,15 км. Объём воды — 8,1 млн м³. Наибольшая глубина — 5,3 м, средняя — 2,7 м. Площадь водосбора — 381 км².

## Морфология
Водоём является остатком древнего приледникового Верхне-Березинского озера, образовавшегося во время Валдайского оледенения. После ухода ледника Верхне-Березинское озеро обмелело и превратилось в заболоченную низину, в наиболее низких местах которой располагаются небольшие водоёмы.
Котловина озера Медзозол вытянута с севера на юг. Склоны низкие, заболоченные, торфянистые, поросшие лесом. Северные склоны, сложенные суглинками и песчаниками, распаханы и достигают высоты 4—8 м. Восточный участок береговой линии образует три достаточно крупных залива. Берега низкие, заболоченные, торфянистые; на севере — сливающиеся со склонами котловины, песчаные. Озеро окаймлено заболоченной поймой шириной до 100 м.
Литораль узкая, сублиторальный склон крутой, дно на глубине плоское. Мелководье сложено песком и опесчаненным илом. Глубже дно покрыто кремнезёмистым сапропелем и илом. Донные отложения отличаются высоким содержанием железа (свыше 18 %) и марганца, а их мощность достигает 3 м.

## Гидробиология
В летнее время водная толща прогревается и насыщается кислородом равномерно. Вода в озеро поступает не только из Березины, но и из системы мелиорационных каналов. Несмотря на проточность, водоём подвержен эвтрофикации. Минерализация воды повышена и достигает 390 мг/л, однако прозрачность невысока и составляет приблизительно 1 м.
Водоём сильно зарастает тростником, рдестами, кувшинками, роголистником и другими растениями. Ширина полосы растительности составляет 80—100 м, глубина распространения — до 1,5—2 м.
Фитопланктон представлен 27 видами, среди которых преобладают золотистые водоросли; его биомасса — 1,4 г/м³. Биомасса зоопланктона — 3 г/м³. Концентрация бентоса невысока и составляет 2,0—3,9 г/м².
В озере обитают лещ, щука, окунь, плотва, карась, линь и другие виды рыб.